# 朗贝尔派

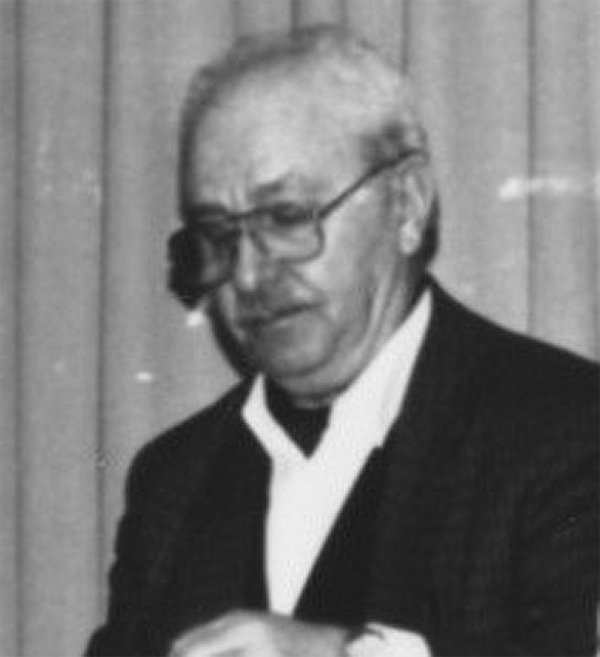
皮埃尔·朗贝尔

朗贝尔派（法語：Courant lambertiste）是由皮埃尔·朗贝尔发起的一个托洛茨基主义派别。其代表为第四国际 (重建国际中心)，它的支部曾遍布世界多个国家。
“'朗贝尔主义”这个称呼是对手给予的一个形容词，而不是该派别正式使用的名称。
大多数后来的“朗贝尔派”在1953年因反对所谓的“帕布洛主义”的策略（即在由米歇尔·帕布洛领导的第四国际主导下实行“打入主义”，主张第四国际成员加入斯大林主义的共产党和工会）而被第四国际法国支部国际主义共产党开除。
朗贝尔派随后创立了法国托派政党国际主义共产主义组织，皮埃尔·朗贝尔成为该组织的主要领导人。